# По следите на Вермер
„По следите на Вермеер“ е книга за деца от Блу Балиет с илюстрации от Брет Хелкуист, художника на „Поредица от злополучия“.

## Резюме
В тази мистерия свързана с изкуството, двама шестокласници, Петра Андалий и Колдър Пилейс, са въвлечени в интригуваща история, от поредица от невероятни случайности. Тези случки продължават, като ги пренасят още по-дълбоко в кражбата на една от творбите на Йоханес Вермеер, картината „Пишещата дама“, изчезнала по пътя от Националната картинна галерия (във Вашингтон) към Чикаго.
Един математически пъзел познат като пентомино играе важна роля в книгата, като помага за попълването на неразкритите данни за живота на Вермеер.

### Код
Както е казано в предговора, в илюстрациите на книгата има скрит код. Кодът се разкрива чрез изображенията от пентомино и чрез едно животно. За да декодирате кода трябва да отброявате номера на жабите във всяка илюстрация, както и да намерите скритото пентомино. Когато вече сте събрали тези факти вие ще трябва да ползвате същия код, който Колдър и Томи използват в книгата. Когато го декодирате той ще гласи The Lady Lives (в превод на български „Дамата е жива“).
Книгата използва същия код като главен способ, който може да бъде използван за разгадаването на съобщенията от малките изображения.